# ¡Samantha!
¡Samantha! es una serie de comedia original Netflix. Es la primera serie brasileña de comedia para Netflix y la tercera producida en Brasil tras 3% y El mecanismo. La série se estrenó en 6 de julio de 2018, fue renovada para una segunda temporada por la Netflix prevista para 2019.

## Argumento
Samantha! cuenta la historia de una ex-celebridade mirim de los años de 1980 que intenta retornar a los holofotes con planes absurdos. El personaje es casado con Dodói, un ex-jugador de fútbol que acabó de volver para casa después de pasar más de diez años en la prisión y, juntos, ellos tiene dos hijos: Cindy y Brandon.

## Reparto

### Principal
- Emanuelle Araújo es Samantha Velasquez
- Douglas Silva es Douglas Velasquez (Dodói)
- Sabrina Nonato es Cindy Velasquez
- Cauã Gonçalves es Brandon Velasquez

### Recurrente
- Duda Gonçalves es Samantha (niña)
- Daniel Furlan es Marcinho
- Ary França es Cigarrinho
- Maurício Xavier es Bolota
- Rodrigo Pandolfo es Tico

### Invitado especial
- Alessandra Negrini es Liliane / Chica-Seta
- Fernanda Matias es Liliane / Chica-Seta (niña)
- Alice Braga es Simantha
- Giovanna Chaves es Valentina
- Paulo Tiefenthaler es Flávio Junior
- Sidney Alexandre es Bolota (niño)
- Enzo Oviedo es Tico (niño)
- Lorena Comparato as Laila
- Gretchen es ella misma
- Sabrina Sato es ella misma